# Iwan Iltschew

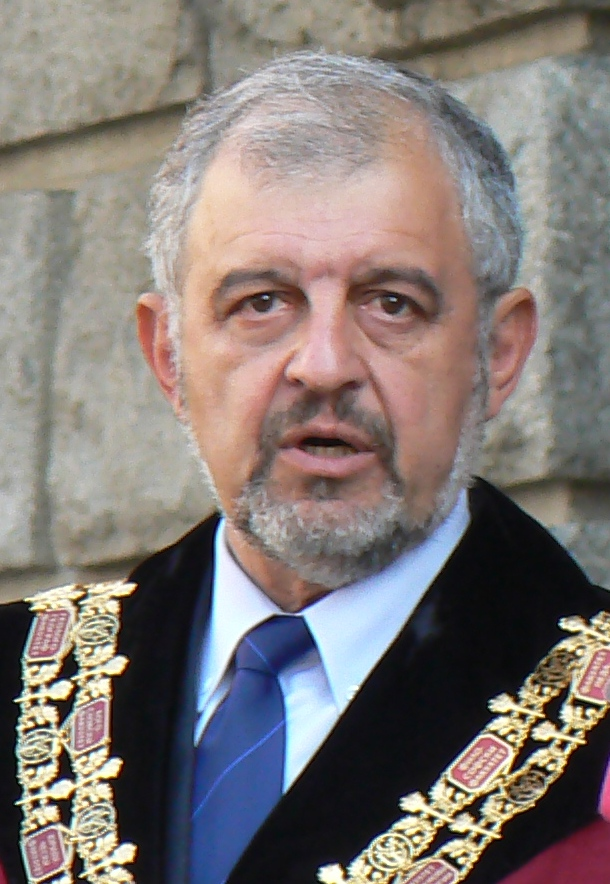
Iwan Iltschew als Rektor der Universität Sofia 2010

Iwan Iltschew Dimitrow, bekannt als Iwan Iltschew (auch Ivan Ilchev Dimitrov bzw. Ivan Ilchev transliteriert, bulgarisch Иван Илчев Димитров; * 25. Juni 1953 in Sofia) ist ein bulgarischer Historiker, Balkanologe, Dozent und seit 2012 Mitglied der Bulgarischen Akademie der Wissenschaften sowie langjähriger Rektor der Universität Sofia. Seine Forschungen gelten der diplomatischen, sozialen und geistigen Geschichte Südosteuropas, Geschichte und Theorie der Propaganda, Geschichte der Werbung in Südosteuropa, Geschichte der modernen Populärkultur in Südosteuropa.

## Leben
Iwan Iltschew wurde am 25. Juni 1953 in der bulgarischen Hauptstadt Sofia geboren. Sein Vater, Iltscho Dimitrow war ebenfalls ein bekannter Historiker und ehemaliger Bildungsminister und seine Mutter ist jüdischer Abstammung. Die schulische Ausbildung beendete Iwan 1927 am englischsprachigen Gymnasium in Sofia. Sein Studium der Neueren und Modernen Geschichte an der Universität Sofia schloss er 1978 ab und wurde in der Folge Assistenzdozent an der Fakultät für Geschichte ebenda. 1987 wurde Iltschew außerordentlicher Dozent an der Fakultät. 1987 wurde ihm der Doktortitel in Geschichte verliehen, bevor er 1995 habilitierte und Professor für Moderne Geschichte wurde.
2003 wurde Iwan Iltschew zum Dekan der Fakultät für Geschichte an der Universität Sofia gewählt. Dieses Amt hatte er bis 2007 inne, als er zum Rektor der Universität gewählt wurde. Bei der Wahl aus den akademischen Kreisen der Universität konnten er sich mit 218 zu 109 Stimmen gegen den Dekan der Fakultät für Chemie Iwan Petkow durchsetzen. Als Rektor unterstützte er die Studentenproteste von 2013, als diese das Rektorat der Universität in der sofioter Innenstadt besetzten.
Als Gastdozent war Iltschew unter anderem an den Universitäten Ohio State  (1984), Maryland (1985), Leipzig (1995), Kōbe (2000), Skopje (2005), Wien (2007), Istanbul (2009), Freiburg i. Br. (2011), Thessaloniki (2011), Zagreb (2013).
Iwan Iltschew spricht neben Russisch, Englisch, Französisch, Serbokroatisch, Deutsch auch Rumänisch.
Seit 2015 ist der Berg Ilchev Buttress auf der Antarktischen Halbinsel ihm zu Ehren benannt.

## Publikationen (Auswahl)
- My Country – Right or Wrong! The International Propaganda of the Balkan States 1821–1923. University Press, Sofia, 1995
  - Übersetzt ins Rumänische: Are dreptate sau nu, e patria mea! Propaganda în politica exrernă a ţărilor balcanice 1821–1923, Bukarest, 2002
  - Übersetzt ins Griechische: Exei δίkio η πatρίδa μou, Verlag Epikentro, Thessaloniki, 2011
- Emigration and the Politics of Identity, in The Politics ofNational Minority Participation in Post-Communist Europe : Statebuilding, Democracy and EthnicMobilization, Jonathan Stein (Hrsg.), Armonk, NY, East-West Institute, 2000, S. 237–268
- La rose des Balkans. Histoire de la Bulgarie des origins à nos jours, 2002, Verlag Kolibri, ISBN 954-529-260-1
- The Balkan Wars in Recent Bulgarian Historiography and Textbooks – Crossroads of European Histories, Multiple Outlooks of Five Key Moments in the History of Europe, Verlag Council of Europe Publishing, 2006
- Die Bulgarisch-russische Beziehungen während des Ersten Weltkrieges als griechische Tragödie (aus. dem Bulg. Българо-руските отношения през Първата световна война като антична трагедия), Festschrift für den Historiker Georgi Markow, Sofia, 2008
- University of Sofia St. Kliment Ohridski. The First 125 Years, Hrsg. mit Iskra Baewam Waleri Kolew, Ewgenia Kolinowa, Universitätsverlag Kliment von Ochrid, Sofia 2013, ISBN 978-954-07-3540-5
- Die Carnegie-Mission von 1913: Ausgangslage, Durchführung und internationale Reaktionen In:  Der „Carnegie Report on the Causes and Conduct of the Balkan Wars 1912/13“. Wirkungs-und Rezeptions-geschichte im Völkerrecht und der Historiographie. Hrsg. Dietmar Müller und Stefan Troebst, Leipzig, 2014
- The Balkans in World War I – World War I 1914–1918. 40th International Congress of Military History 31 August–5 September 2014. Varna, Bulgaria, Sofia, 2016
- Iσtopia thσ Boyλγapiασ (zu dt. Geschichte Bulgariens), Co-Autor mit Georgi Bakalow , Christo Matanow, Plamen Mitev und R. Marinova-Hristidi, Verlag Eπικεητρο, 2015
- Die Rose des Balkans, Band I Bulgarien bis Ende des 19. Jahrhundert (aus dem Bulg. Розата на Балканите Том 1 – България до края на XIX век), Verlag Kolibri, 2019, ISBN 978-619-020-424-4
- Die Rose des Balkans, Band II Bulgarien im 20. Jahrhundert (aus dem Bulg. Розата на Балканите. Том 2 – България през XX век), Verlag Kolibri, 2019, ISBN 978-619-020-425-1
- Die Werbung in der Zeit der bulgarischen Aufklärung, (aus dem Bulg. Рекламата през Възраждането), Universitätsverlag Kliment von Ochrid, Sofia, 2019, ISBN 978-954-074-745-3

## Ehrungen
- Doctor honoris causa Capital Normal University (CNU), Beijing, (2011)
- Doctor Honoris Causa der Universität Jerewan (2011)
- Doctor Honoris Causa der Universität Baku